# 小杉四駆郎
小杉 四駆郎（こすぎ よんくろう、1980年1月7日 - ）は、放送作家。兵庫県姫路市出身。
数多くのバラエティ番組を担当し、吉本興業のお笑いコンビ・ライセンスの座付き作家もつとめる。
また劇団THEフォービーズの脚本・演出を手がけ、2007年にオープンした吉本興業の芝居小屋・神保町花月のこけら落とし公演の脚本も手がけた。

## 現在の担当番組
- 林修の今でしょ!講座→林修のレッスン!今でしょ→林修の今、知りたいでしょ!（テレビ朝日）
- 7つの海を楽しもう!世界さまぁ〜リゾート（TBS）
- お願い!ランキング（テレビ朝日）
- 帰れマンデー見っけ隊!!（テレビ朝日）

## 過去の担当番組
- 水着少女（テレビ東京）
- 汐留スタイル!（日本テレビ）
- THE占い（テレビ東京）
- 人志松本のすべらない話（フジテレビ）
- ドッカ〜ン!（TBS）
- ランキンの楽園（毎日放送・TBS系）
- オリキュン（フジテレビ）
- ぶちぬき（テレビ東京）
- 神経質バラエティー 心配さん（テレビ東京）
- クリック!（日本テレビ）
- 次課長&おぎや&品庄"俺達にだってできるんだ"スペシャル（TBS）
- ジャンプ!○○中（フジテレビ）
- ココリコミリオン家族（テレビ東京）
- ヤレデキ!世界大挑戦（TBS）
- 夫婦交換バラエティー ラブちぇん（メ～テレ）
- ヨシモト∞（ヨシモトファンダンゴTV）
- Oh!どや顔サミット（朝日放送）
- キカナイト→キカナイトF（フジテレビ）
- フカボリン（テレビ東京）
- ザ・狩人（読売テレビ・日本テレビ系）
- BS吉テレ（BS日テレ）
- 伝えてピカッチ（NHK総合）
- 林修先生の今やる!ハイスクール（テレビ朝日）
- ブラマヨとゆかいな仲間たち アツアツっ!（テレビ朝日）
- ネリさまぁ〜ず（日本テレビ）
- ペットの王国 ワンだランド（朝日放送・テレビ朝日系）
- こんなところにあるあるが。土曜・あるある晩餐会（テレビ朝日系）
- 世界ルーツ探検隊（テレビ朝日系）
- 中居正広のミになる図書館（テレビ朝日系）
- 中居正広のニュースな会（テレビ朝日系）
- 川柳居酒屋なつみ（テレビ朝日）

## 舞台
- THEフォービーズ第1回旗揚げ公演『龍☆姫』
- THEフォービーズ第3回公演『サトル☆コンバット』
- THEフォービーズ特別公演『そのとき葉山ちゃんが想うこと』
- THEフォービーズ第5回公演『HITOMI☆』
- THEフォービーズ第7回公演『Lovely☆佐渡衛門 フォービーズよすべてを解き放て』
- THEフォービーズ第9回公演『サリナの願いを叶えましょう おとぎの国のフォービーズ』
- THEフォービーズ第11回公演『夏海とツバサの離婚☆旅行 MAJIで恋するフォービーズ』
- THEフォービーズ第13回公演『ヤング☆ボーイズ』
- 神保町花月旗揚げ公演『ハッピーな片想い』
- 神保町花月『東北ラブストーリー～ラブ・レターは突然に～』

## DVD
- 『田中直樹 ペルソネル活動』
- 『新宿南口連続殺人事件』
- 『LICENSE』
- 『ヨシモト∞』